# Stanhope (visionneuse)

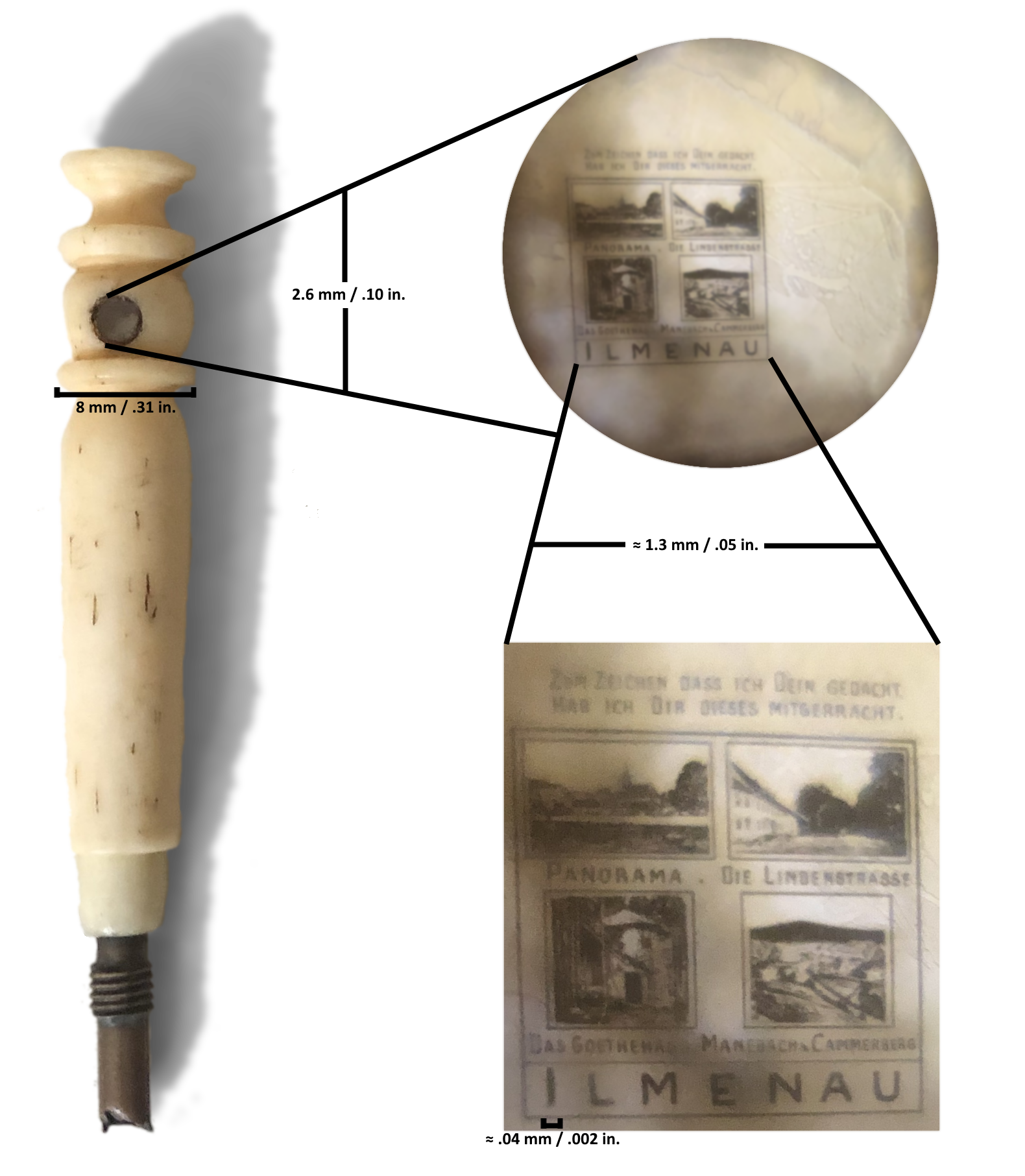
Un stanhope représentant la ville d'Ilmenau, en Allemagne, avec les photographies qu'il contient

Les Stanhopes ou Stanho-scopes sont des dispositifs optiques qui permettent de visualiser des microphotographies sans utiliser de microscope. Ils ont été inventés par René Dagron en 1857. Dagron évite l'utilisation d'un microscope coûteux en fixant la microphotographie à l'extrémité d'une lentille Stanhope modifiée. Il appela les appareils bijoux photo-microscopiques ou photo-bijoux microscopiques.

## Histoire

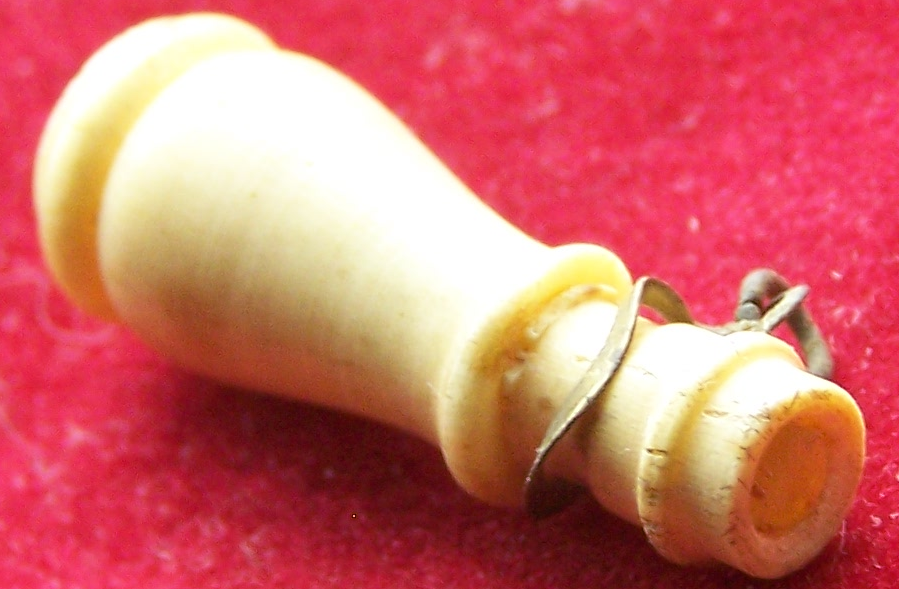
Un stanhope en forme de lunette miniature

### Invention et développement
En 1851 John Benjamin Dancer invente des microphotographies utilisant un procédé au collodion et un microscope converti en appareil photo. Il en résulte une microphotographie d'environ 3 millimètres carrés. Le principal inconvénient de la méthode de Dancer était que la visualisation de ces microphotographies nécessitait un microscope qui était à l'époque un instrument coûteux. En 1857, Dagron résout le problème en montant les microphotographies à l'extrémité d'une petite lentille cylindrique,. Pour cela, il modifie la lentille de Stanhope dont il supprime une des extrémités convexe remplacée par une face plane dont le plan est situé à la distance focale du côté convexe restant de la lentille cylindrique. Sur cette lentille plan-convexe Dagron colle avec du baume du Canada la photographie microscopique sur l’extrémité plate de la lentille. Cette disposition permet à l'image d'être nette.

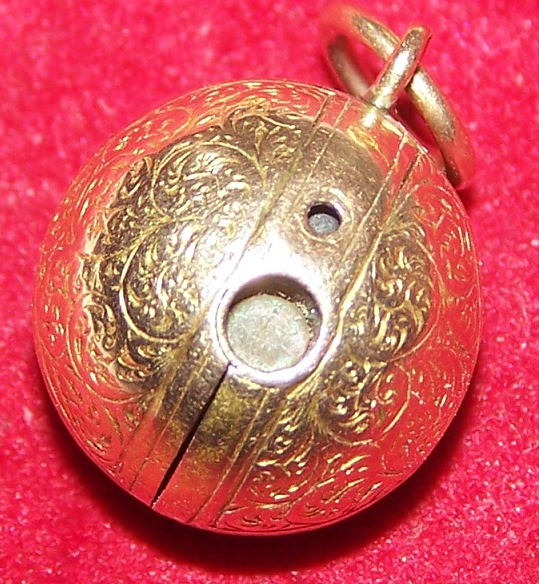
Boule de Stanhope. Le cylindre de la lentille de visualisation est situé à l'ouverture de plus petit diamètre

La lentille modifiée peut agrandir la microphotographie trois cents fois, de sorte que la visualisation des microphotographies se fait directement. L'objectif Stanhope modifié était suffisamment petit pour être monté dans toutes sortes d'objets miniatures tels que des bagues, des miniatures en ivoire, des jouets en bois, etc. Dagron a également conçu un appareil microphotographique spécial produisant 450 images d'environ deux millimètres par deux sur une plaque au collodion humide de 4.5 x 8.5 centimètres.
Les visionneuses optiques Stanhope ont été montées dans des archets de violons par le luthier français Jean-Baptiste Vuillaume, utilisant probablement les méthodes et l'équipement de Dagron. Le violon Stanhope présentait les portraits de personnages célèbres tels que Paganini, Tourte et Stradivari.

### Production de masse et renommée
Les efforts de Dagron ont eu un grand succès,. Les visionneuses ont été présentés pour la première fois au grand public lors de l'Exposition internationale de 1859 à Paris. Le succès de ses visionneuses a permis à Dagron de construire une usine dédiée à leur production. Dès juin 1859, l'usine de Dagron fabrique les stanhopes montées en bijoux et souvenirs. En août 1859, il les expose à l'Exposition internationale de Paris où elles rencontrent un grand succès. En 1862, il avait 150 employés et fabriquait 12 000 unités par jour. En 1860, Dagron obtient le brevet de ses lunettes sous le titre Bijoux Photomicroscopiques. Dagron a également développé des techniques de marketing par correspondance pour ses visionneuses.

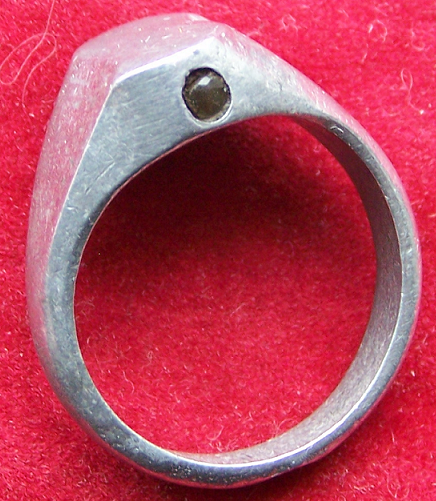
Bague Stanhope

En 1862, Dagron publie son livre Cylindres photo-microscopiques, montés et non montés sur bijoux. Cette même année Dagron expose les appareils à l'Exposition internationale de 1862 à Londres, où il obtient une "mention honorable" et les présente à la reine Victoria.
En 1864, Dagron produit une visionneuse optique stanhope permettant de visualiser une microphotographie de un millimètre carré qui contenait les portraits de 450 personnes,.

### À partir duXXesiècle
Au début du XXe siècle, Eugène Reymond prend le contrôle de l'usine de lentilles stanhope de Dagron à Gex, en France. Il sera remplacé à la direction de l'usine par son fils Roger. En 1972, l'usine, dirigée par Roger Remond, produit la dernière lentille stanhope fabriquée selon les méthodes traditionnelles. En 1998, après le décès de Roger, l'atelier est fermé et son matériel démonté et vendu. Les lentilles Stanhope sont toujours fabriquées à ce jour, mais elles ne sont pas produites selon la méthodologie de Dagron.
Dans les temps modernes, les stanhopes les plus courants sont généralement des croix en or ou en argent avec des prières chrétiennes sur la microphotographie.